# Silvan-Talsperre
Die Silvan-Talsperre ist eine geplante oder schon in Bau befindliche Talsperre im Distrikt Silvan, Provinz Diyarbakır, im Südosten der Türkei. Sie ist ein Teil des anatolischen Talsperrenprojektes GAP. Der gestaute Fluss ist der Kulp Çayı, ein Quellfluss des Batman Çayı, im Einzugsgebiet des Tigris.
An der Talsperre soll ein Wasserkraftwerk betrieben werden, das eine Leistung von 240 MW hat und eine jährliche Energiemenge von 964 GWh erzeugen kann.
Der Felsschüttdamm soll 188 m hoch sein und der Stausee 6,84 Mrd. m³ Wasser fassen.